# ピエール・ルノワール

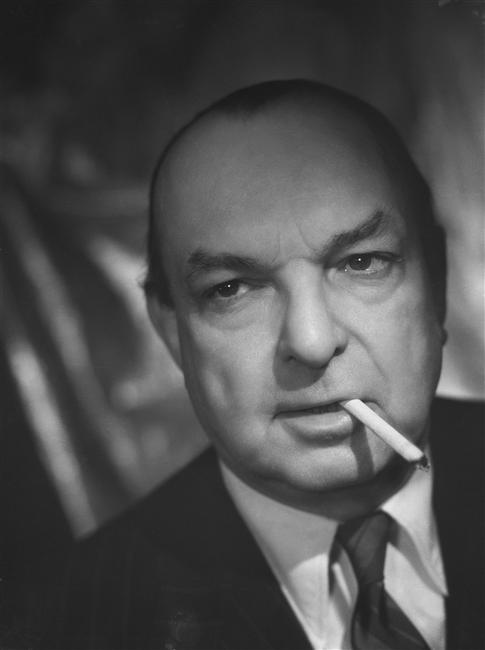
Studio Harcourt 撮影の肖像写真(1943年)

ピエール・ルノワール（フランス語: Pierre Renoir、1885年3月21日ー1952年3月11日）はフランスの俳優、画家オーギュスト・ルノアールの長男、映画監督ジャン・ルノアールの兄。代表作にLes Enfants du paradis (1945年)、Marion de Lorme (1918年)、La Nuit du carrefour (1932年)があり、1914年から1925年まで女優ヴェラ・セルジーヌの配偶者であった。